# Heart of Lions Football Club
L'Heart of Lions Football Club è una società calcistica avente sede a Kpando, in Ghana.
Fondata nel 2002, milita in OneTouch Premier League, massima divisione del calcio ghanese.

## Palmarès

### Altri piazzamenti
- Ghana Premier League:

Secondo posto: 2013-2014